# Алексяну, Георге
Гео́рге Алекся́ну (рум. Gheorghe Alexianu; 1 января 1897, Панчу — 1 июня 1946, Жилава) — румынский государственный деятель, военный преступник. Казнён по решению военного трибунала.

## Биография
Георге Алексяну был старшим сыном пастуха из Пинда, Ованеса, беженца из Валахии, спасшегося от насильственной исламизации, предпринятой турками во второй половине XIX века. Ованес прибыл со стадами овец в Молдавию, в район Панчу, где и поселился.
В 1915 году поступил в Бухарестский университет, однако в 1916 году, после вступления Румынии в войну добровольцем пошёл в армию.
После демобилизации продолжил учёбу, по завершении которой преподавал историю и философию в лицее в Рымнику-Вылча. В 1925 году, по завершении курса доктората в Бухарестском университете, стал доктором права. В 1927—1938 годах профессор общественного права в Черновицком университете. В 1938 году назначен королевским резидентом в цинуте Сучава, с резиденцией в Черновцах, а с 1 февраля 1939 года переведён на такую же должность в столичном цинуте Бучедж.
19 августа 1941 года премьер-министр Румынии маршал Йон Антонеску назначил Алексяну губернатором провинции Транснистрия, созданной на оккупированной Румынией советской территории в 1941—1944 годах. Проводил репрессивную политику, несёт ответственность за убийства сотен тысяч евреев, как местных, так и выселенных из Бессарабии и Буковины, и за отправку 56 тысяч украинцев на принудительные работы в Германию и Румынию. Активно проводил политику румынизации, отдав приказы о запрете публичного использования украинского языка и исполнения украинских песен. Выступил организатором «научного института Транснистрии», который должен был стать оплотом румынизации захваченных территорий.
После свержения режима Антонеску был арестован и предан суду, по приговору которого казнён вместе с бывшим диктатором и двумя другими осуждёнными — К. Василиу и М. Антонеску — 1 июня 1946 года.
5 декабря 2006 года Апелляционный суд Бухареста частично отменил приговоры, вынесенные коммунистическими властями в отношении 21 члена румынского правительства по факту сотрудничества всех вышеперечисленных лиц с Нацистской Германией — в том числе и приговор в отношении Георге Алексяну. Однако в мае 2008 года Высокий кассационный суд Румынии постановил оставить в силе приговор, вынесенный в 1946 году Алексяну.